# Iván López Mendoza
Iván López Mendoza (Valencia, 23 agosto 1993) è un ex calciatore spagnolo, di ruolo difensore.

## Caratteristiche tecniche
È un terzino destro.

## Palmarès

### Club

#### Competizioni nazionali
- Segunda Division: 1

Levante: 2016-2017